# Flykting

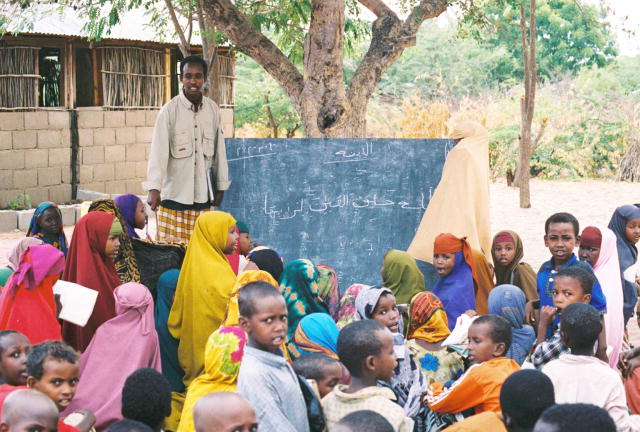
Somalisk skola i flyktinglägret Dadaab i Kenya (2004).

En flykting är, enligt 1951 års Genèvekonvention, en person som med anledning av välgrundad fruktan för förföljelse på grund av ras, religion, nationalitet, politiska åskådning eller tillhörighet till viss samhällsgrupp befinner sig utanför det land där han eller hon är medborgare och som inte kan begagna sig av det landets skydd. Flykting är även den som är statslös och som av ovannämnda skäl befinner sig utanför det land där han eller hon tidigare hade sin vanliga vistelseort.
Flyktingskapet innefattar normalt tre faser: förmigration med förberedelser att lämna landet, transitfasen då personen är transitflykting, och eftermigrationsfasen då personen anlänt till landet den kommer att bli bofast i. Enligt UNHCR:s statistik för 2013 fanns det vid årets början 15,2 miljoner flyktingar i världen, vilket kan jämföras med 28,8 miljoner internflyktingar. Av dessa 15,2 miljoner flyktingar var 4,8 miljoner palestinska flyktingar som inte omfattas av 1951 års Genèvekonvention och därmed inte UNHCR:s mandat.
Enligt internationell rätt har flyktingar rätt till skydd, så kallad asyl. Asylsökande är den som har ansökt om att få sitt skyddsbehov undersökt och därigenom sin rätt till asyl prövad. Flyktingstatus är ett skäl till att få asyl, men inte nödvändigtvis det enda skälet. Enligt till exempel europeisk lagstiftning har även så kallade alternativt skyddsbehövande (som flyr krig och konflikt men inte riskerar förföljelse) rätt till asyl. I Sverige beviljades 35 642 flyktingar asyl (uppehållstillstånd) under år 2014, varav de två största ursprungsländerna var Syrien (17 601 personer) och Eritrea (5 569 personer).
I bredare bemärkelse kan flykting syfta på någon som är på flykt. Flyktingar kan socialt och allmänspråkligt delas in i olika grupper, såsom politisk flykting, religiös flykting, krigsflykting, klimatflykting, ekonomisk flykting och skatteflykting, där ordet ”flykting” i det senare fallet har en överförd betydelse. Den som ogillar ett politiskt system utan att fly kallas dissident.

## Definitioner av flykting

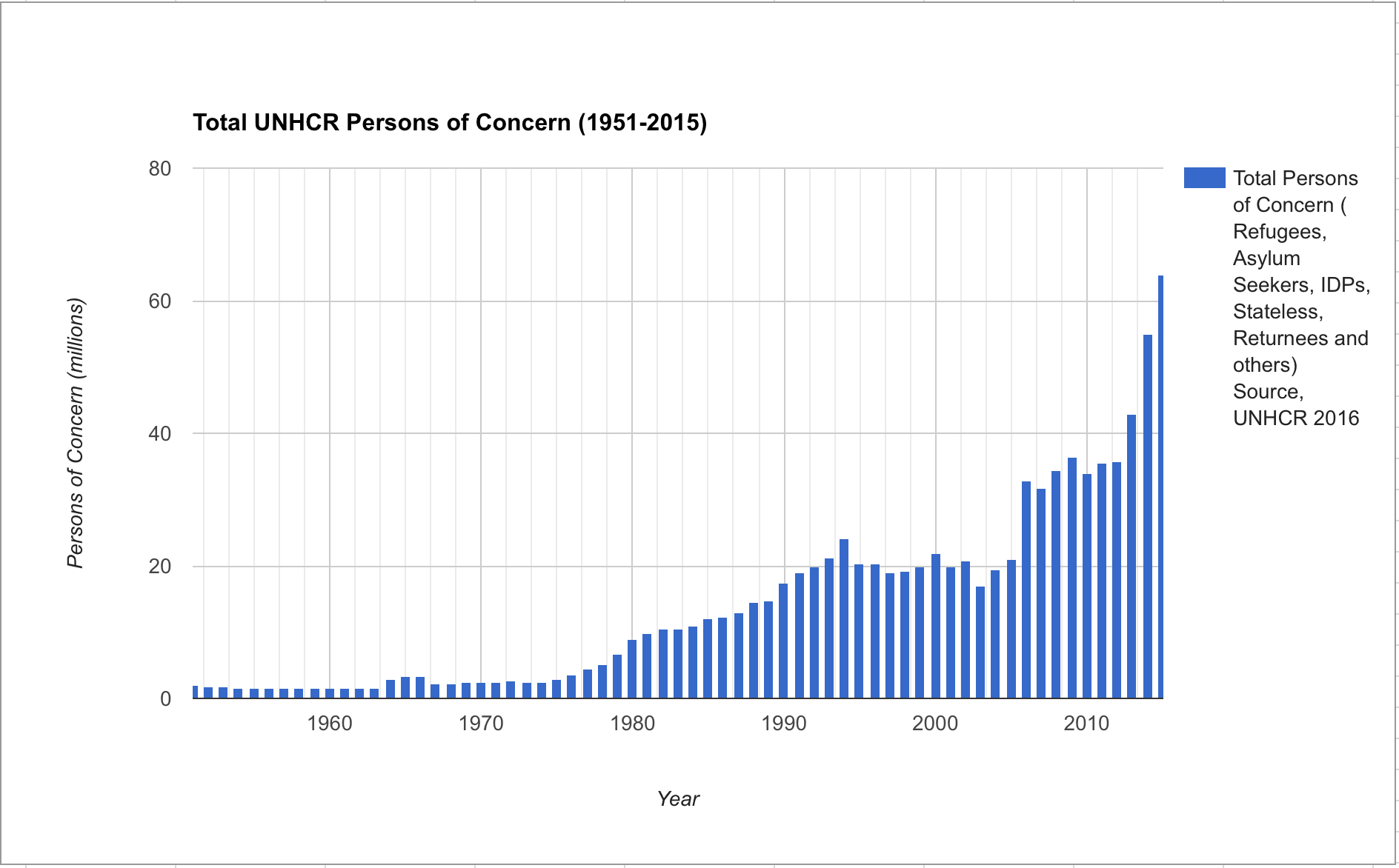
Den globala ökningen av världens flyktingar mellan 1951 och 2015.

Den juridiska definitionen av en flykting enligt FN återfinns i FN:s flyktingkonvention från 1951 artikel 1 A. Enligt flyktingkonventionen, även benämnd Genèvekonventionen, är en flykting en person som befinner sig utanför sitt hemland på grund av en välgrundad fruktan för förföljelse på grund av hans/hennes ras, nationalitet, religion, politiska uppfattning eller tillhörighet till en viss samhällsgrupp, och inte kan eller, på grund av sin fruktan, inte vill begagna sig av sitt hemlands skydd.  Ursprungligen kunde de konventionsslutande staterna välja mellan om de ville enbart betrakta personer som var på flykt från hemländer i Europa som flyktingar, eller även inkludera personer på flykt från hemländer i andra världsdelar. Genom ett tilläggsprotokoll som tillkom 1967 utvidgades det geografiska tillämpningsområdet för flyktingkonventionen. Tilläggsprotokollet utvidgade även den tidsmässiga tillämpligheten av flyktingkonventionen på så sätt att personer som flytt efter andra världskriget även kunde erkännas som flyktingar om de uppfyllde definitionen i konventionen.
I svensk rätt finns definitionen av en flykting kodifierat i 4 kap. 1 § utlänningslagen (2005:716), vilket är en kodifiering av FN:s flykting definition, dock med tillägget att en flykting kan även vara någon som är förföljd på grund av dennes sexuella läggning eller kön.
Även en statslös person kan tillerkännas flyktingstatus om denne uppfyller kriterierna i övrigt. För en statslös person krävs det dock inte att han eller hon är utanför och oförmögen att erhålla skydd från sitt hemland. Istället identifierar flyktingkonventionen den statslöses vanliga vistelseort som den plats som personen ifråga ska vara utanför. Den statslöse ska även vara oförmögen att erhålla skydd av myndigheter på hans eller hennes vanliga vistelseort. Detta är även lagfäst i svensk rätt, se 4 kap. 1 § 3 st. utlänningslagen (2005:716).
I en familj är det inte nödvändigtvis så att alla medlemmar är flyktingar även om de flytt tillsammans. Flyktingstatus är en individuell och personlig juridisk status. I enlighet med principen om familjens enhet och den mänskliga rättigheten till ett familjeliv, brukar dock resterande medlemmar i en kärnfamilj tillerkännas flyktingstatus för det fall en annan familjemedlem förklaras vara flykting. Med kärnfamilj avses normalt sett mor och far samt minderåriga barn. Kulturella normer och traditioner kan dock expandera den gruppen av personer som omfattas av definitionen.

### Prima facie-flyktingar
När stora grupper av människor flyr och söker asyl i annat land på kort tid, kan det vara svårt för mottagande stater att hinna med att utföra en individuell utredning av varje enskild asylsökande för att bedöma dennes ansökan. Flyktingstatus är en rättslig status som är individuell och därmed enbart tillfaller den enskilda individ som uppfyller kriterierna. Under sådana förhållanden tillerkänner stater ibland flyende en status som prima facie-flyktingar, vilket innebär att dessa får flyktingstatus i landet på grundval av varifrån de kommer och de förhållanden som konstaterats föreligga där. Dessa personer antas vara flyktingar, men de tillerkänns inte en flyktingstatus enligt FN:s flyktingkonventionen. De är således inte heller berättigad att åtnjuta de rättigheter som tillfaller flyktingar enligt flyktingkonventionen. Vissa regionala flyktingkonventioner och fördrag omfattar dock även prima facie-flyktingar.

### Kvotflyktingar
Inom ramen för det internationella samarbetet rörande flyktingar, organiserar FN:s flyktingkommissariat ett kvotuttagningsprogram. Tanken är att världssamfundet gemensamt ska hjälpa de länder som får ta en stor börda sett till hur många flyktingar de tar emot och deras kapacitet att ta emot dessa personer. Programmet syftar även till att hitta permanenta lösningar för flyktingar som annars inte har en möjlighet att komma ur sitt flyktingskap. Inom programmet identifierar FN:s flyktingkommissariat flyktingar runtom i världen för omförflyttning till andra länder. De flyktingar som identifieras benämns kvotflyktingar. Sverige deltar i programmet. Innan en person omförflyttas till Sverige såsom kvotflykting, ges de uppehållstillstånd i Sverige.

### Internflyktingar
FN:s flyktingkonvention omfattar inte internflyktingar, vilket är benämningen på personer som flytt inom en stats gränser. Eftersom dessa personer inte befinner sig utanför sitt hemland eller vanliga vistelseort uppfyller de inte en av de grundläggande kriterierna i flyktingkonventionen. Dessa personer definieras därför inte enligt internationell rätt som flyktingar.
Internationella Rödakorskommittén räknar dock internflyktingarna som flyktingar.

## Asylrätt

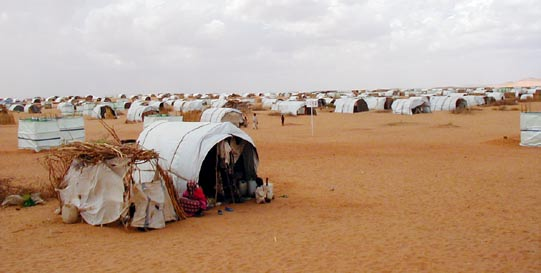
Fler än 40 000 darfurier lever i flyktinglägret El Fasher, som består av uppresta tält.

En persons rätt att resa in ett land för att söka asyl är en mänsklig rättighet enligt FN:s allmänna deklaration om de mänskliga rättigheterna och Europeiska unionens stadga om de grundläggande rättigheterna. Att bli beviljad asyl och eventuellt förklaras vara en flykting är dock ingen mänsklig rättighet. En sådan flyktingförklaring, varvid en person beviljas asyl, är en exklusiv rätt som tillkommer den stat vars territorium den person som söker asyl befinner sig på.
En sedvanerättslig regel inom internationell rätt är principen om non-refoulement, vilket innebär att inget mottagande land får utvisa den som sökt asyl till ett land där personen riskerar att förföljas. Denna princip komplementeras av FN:s Tortyrkonvention. Non-refoulement principen återfinns i FN:s flyktingkonvention, men är numera accepterad som en universell regel som observeras även av länder som inte har ratificerat flyktingkonventionen.
FN:s flyktingkonvention stadgar också att flyktingar ska behandlas likvärdigt med andra utlänningar på det mottagande landets territorium. I vissa avseende ska deras rättigheter även jämställas med mottagarlandets medborgares. Detta innebär, förutom säkerställande av flyktingarnas levnadsstandard, att mottagarlandet utfärdar så kallade resedokument vilka gäller som pass för flyktingar, så att de skall ha samma rörelsefrihet som landets medborgare.
Flyktingar är inte medborgare i mottagarlandet och förväntas återvända när situationen lugnat ner sig i deras hemländer. De kan dock normalt sett ansöka om naturalisation under samma förutsättningar som andra utländska personer i landet och på så sätt bli medborgare i det land där de sökt asyl och fått flyktingstatus.
Inom EU infördes 1990 den så kallade Dublinkonventionen, 2003 ersatt av Dublinförordningen. Enligt förordningen kan en asylsökande inte själv välja land, utan ska söka asyl i det första land personen anländer till vid sin ankomst till EU. Detta kallas för principen om första asylland.

## Asylsökande
I vardagligt språk kallas ofta alla asylsökande "flyktingar", oavsett om de har förklarats vara flyktingar eller ej. I juridisk mening måste emellertid ett behov av internationellt skydd göras sannolikt av den som söker asyl innan en status som flykting kan tillerkännas.
En ansökan om asyl är i förvaltningsrättslig mening densamma som alla andra ansökningar till myndigheter om förmåner från samhället. De flesta asylsökande kan dock inte styrka sin rätt till förmånen av att tillerkännas internationellt skydd i form av status som flykting, vilket normalt sett krävs vid andra ansökningar om förmåner från myndigheter. Istället räcker det inom asylrätten att den som söker asyl kan göra sitt behov av internationellt skydd sannolikt. Denna nivå av bevisvärdering är universellt vedertagen. Den som söker asyl kan göra sitt behov av skydd sannolikt genom att presentera både skriftlig och muntlig bevisning till en myndighet i det land där personen söker asyl. Om den asylsökande bedöms vara allmänt trovärdig, och hans eller hennes berättelse om varför och hur han eller hon lämnat sitt land är sammanhängande och framstår som rimlig, kan han eller hon ges tvivelsmålets fördel för de omständigheter som han eller hon inte kan bevisa. Det innebär att dessa omständigheter, om än inte styrkta, godtas som sanna och dessa kan därmed ligga till grund för en bedömning av om den asylsökande verkligen är i behov av internationellt skydd i enlighet med Genèvekonventionen. En asylsökande som bedömts vara i behov av internationellt skydd och som uppfyller kriterierna i Genèvekonventionen kan tillerkännas en status såsom flykting i det land där personen söker asyl.
Ett tillerkännande av flyktingstatus innebär allmänt sett att personen ifråga tillerkänns de rättigheter och förmåner som tillkommer flyktingar enligt Genèvekonventionen. En av de viktigaste rättigheterna i detta avseende är det absoluta förbudet för asyllandet att återsända flyktingen till en plats där flyktingen riskerar att utsättas för förföljelse. Ett liknande, och mer generellt, förbud återfinns även i FN:s Tortyrkonvention.
Personer som begått vissa brott kan exkluderas från flyktingstatus. Dessa brott listas i Genèvekonventionens artikel 1 F. Med exkludering menas att personen ifråga bedöms uppfylla kriterierna för flyktingstatus enligt Genèvekonventionen, men tillerkänns inte sådan status på grund av de brott som personen begått. Dessa personer blir då exkluderade från de förmåner och rättigheter som tillerkänns flyktingar enligt Genèvekonventionen.
En person som förklarats vara flykting i Sverige har rätt till uppehållstillstånd i landet. Normalt sett beviljas permanent uppehållstillstånd för personer som erhållit en flyktingstatusförklaring. I vissa fall, beroende på omständigheterna i det enskilda fallet, kan 'uppehållstillståndet tidsbegränsas (tillfälligt uppehållstillstånd).
En person som flyr sitt land, men som inte sökt eller som sökt asyl och inte fått asyl, är följaktligen heller inte erkänd som flykting.

## Antalet flyktingar

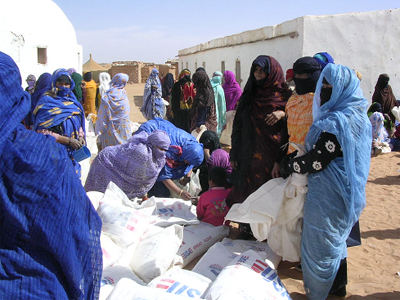
USAID delar ut mjöl till västsahariska kvinnor och barn i flyktinglägret Dakhla, i Saharaöknen i Algeriet.

I synnerhet i Asien och Afrika finns ett stort antal människor som lever som internflyktingar i sitt eget land, ofta till följd av att krig förstört deras hem eller för att de inte vågar stanna av någon annan orsak. I Algeriet till exempel lever mellan 400 000 och 600 000 som flyktingar i sitt eget land, för att de råkat i konflikt med militären (2006). I Sudan uppgick internflyktingarna 2006 till mellan 5,3 och 6,2 miljoner människor.
När UNHCR bildades 1951 uppskattades antalet flyktingar i världen till 1,2 miljoner människor, bortsett från palestinierna, som föll utanför UNHCR:s mandat. Flyktingsituationen i Asien och Afrika har under årtiondena därefter varit ett akut tilltagande problem, både vad gäller flyktingar och internflyktingar. I hela världen uppgår antalet registrerade flyktingar till 8,4 miljoner, och internflyktingar till 23,7 miljoner, men det faktiska antalet torde vara högre. Av världens internflyktingar finns alltså mer än en fjärdedel i Sudan.
Beräkningarna på antalet flyktingar i världen samordnas av FN-organet UNHCR. De samlar in uppgifter från världens länder, vilka sammanställer antalet asylärenden och beviljade uppehållstillstånd för flyktingar. Eftersom flera länder har en dåligt fungerande statistik över befolkningen, är beräkningarna otillfredsställande, och det finns ett stort mörkertal som inte kommer med i UNHCR:s statistik. De flesta flyktingarna i världen befinner sig i grannländer i Afrika, Latinamerika och Asien.
Under 2011 ansökte 876 100 personer om asyl i världen, vilket är en ökning med 3 % jämfört med föregående år. Sverige kommer på femte plats som mottagare av asylsökande efter Sydafrika, USA, Frankrike, Tyskland och Italien.
Under 2005 var 20,8 miljoner "en angelägenhet" för UNHCR. Antalet statslösa i världen är svårskattat, men uppgick i januari 2006 enligt UNHCR troligen till omkring 11 miljoner.
Enligt UNHCR har antalet flyktingar varje år varit ca 42 miljoner under åren 2001-2011.  Drygt hälften är flyktingar i det egna landet och drygt 30% är flyktingar i annat land. Endast par procent har sökt asyl i annat land. Under 2011 var flyktingarna i annat land 15,2 miljoner, flyktingar i eget land 26,4 miljoner och asylsökande 895.000. Under det året minskade de interna flyktingarna något mer än ökningen av flyktingar till annat land.

### Statistik
| Land                    | Totalt antal asylsökande 2007 till 2011 |
| ----------------------- | --------------------------------------- |
| USA                     | 278 850                                 |
| Frankrike               | 206 890                                 |
| Tyskland                | 265 767                                 |
| Kanada                  | 147 000                                 |
| Sverige                 | 146 380                                 |
| Storbritannien          | 138 350                                 |
| Italien                 | 106 140                                 |
| Belgien                 | 88 300                                  |
| Grekland                | 80 500                                  |
| Schweiz                 | 74 900                                  |
| Österrike               | 66 020                                  |
| Nederländerna           | 60 330                                  |
| Norge                   | 57 300                                  |
| Turkiet                 | 53 710                                  |
| Australien              | 40 320                                  |
| Polen                   | 36 720                                  |
| Spanien                 | 21 340                                  |
| Cypern                  | 18 840                                  |
| Finland                 | 18 470                                  |
| Israel                  | 17 175                                  |
| Sydafrika               | 16 900                                  |
| Danmark                 | 16 810                                  |
| Ungern                  | 15 010                                  |
| Irland                  | 13 780                                  |
| Malta                   | 8 370                                   |
| Ryssland                | 8 000                                   |
| Japan                   | 6 880                                   |
| Tjeckien                | 5 930                                   |
| Slovakien               | 5 360                                   |
| Rumänien                | 5 250                                   |
| Bulgarien               | 4 500                                   |
| Luxemburg               | 4 270                                   |
| Sydkorea                | 2 840                                   |
| Kroatien                | 1 610                                   |
| Nya Zeeland             | 1 490                                   |
| Slovenien               | 1 410                                   |
| Litauen                 | 1 340                                   |
| Makedonien              | 1 090                                   |
| Portugal                | 960                                     |
| Bosnien och Hercegovina | 810                                     |
| Lettland                | 530                                     |
| Liechtenstein           | 530                                     |
| Island                  | 280                                     |
| Montenegro              | 280                                     |
| Estland                 | 160                                     |
| Albanien                | 70                                      |
| Totalt                  | 1 942 520                               |

| Land                          | Större ursprungsländer 2011 |
| ----------------------------- | --------------------------- |
| Afghanistan                   | 35 729                      |
| Kina                          | 24 446                      |
| Irak                          | 23 469                      |
| Serbien                       | 21 246                      |
| Pakistan                      | 18 141                      |
| Iran                          | 18 128                      |
| Somalia                       | 15 482                      |
| Eritrea                       | 10 616                      |
| Nigeria                       | 10 498                      |
| Mexiko                        | 8 906                       |
| Syrien                        | 8 383                       |
| Tunisien                      | 7 907                       |
| Bangladesh                    | 7 644                       |
| Indien                        | 6 772                       |
| Georgien                      | 6 700                       |
| Turkiet                       | 6 688                       |
| Demokratiska republiken Kongo | 6 574                       |
| Armenien                      | 6 220                       |
| Guinea                        | 6 113                       |
| Makedonien                    | 5 607                       |
| Algeriet                      | 4 982                       |
| El Salvador                   | 4 610                       |
| Ungern                        | 4 488                       |
| Haiti                         | 3 915                       |
| Egypten                       | 3 841                       |
| Guatemala                     | 3 656                       |
| Albanien                      | 3 330                       |
| Sudan                         | 3 236                       |
| Etiopien                      | 3 180                       |
| Nepal                         | 2 913                       |
| Ghana                         | 2 817                       |
| Bosnien och Hercegovina       | 2 732                       |
| Marocko                       | 2 696                       |
| Mali                          | 2 363                       |
| Azerbajdzjan                  | 2 363                       |

| Land           | Antal asylansökningar 2012 (bara EU) | Antal asylansökningar 2012 (bara EU) |
| -------------- | ------------------------------------ | ------------------------------------ |
| Tyskland       | 77 650                               |                                      |
| Frankrike      | 61 455                               |                                      |
| Sverige        | 43 945                               |                                      |
| Belgien        | 28 285                               |                                      |
| Storbritannien | 28 260                               |                                      |
| Österrike      | 17 450                               |                                      |
| Italien        | 17 350                               |                                      |
| Nederländerna  | 13 100                               |                                      |
| Polen          | 10 755                               |                                      |
| Grekland       | 9 575                                |                                      |
| Danmark        | 6 075                                |                                      |
| Finland        | 3 115                                |                                      |
| Spanien        | 2 565                                |                                      |
| Rumänien       | 2 510                                |                                      |
| Ungern         | 2 155                                |                                      |
| Malta          | 2 080                                |                                      |
| Luxemburg      | 2 055                                |                                      |
| Cypern         | 1 635                                |                                      |
| Bulgarien      | 1 385                                |                                      |
| Irland         | 955                                  |                                      |
| Tjeckien       | 755                                  |                                      |
| Slovakien      | 730                                  |                                      |
| Litauen        | 645                                  |                                      |
| Slovenien      | 305                                  |                                      |
| Portugal       | 295                                  |                                      |
| Lettland       | 205                                  |                                      |
| Estland        | 85                                   |                                      |

| Antal asylsökande i några europeiska länder 2005-2007 | Antal asylsökande i några europeiska länder 2005-2007 | Antal asylsökande i några europeiska länder 2005-2007 | Antal asylsökande i några europeiska länder 2005-2007 | Antal asylsökande i några europeiska länder 2005-2007 |
| Land                                                  | År 2005                                               | År 2006                                               | År 2007                                               |                                                       |
| ----------------------------------------------------- | ----------------------------------------------------- | ----------------------------------------------------- | ----------------------------------------------------- | ----------------------------------------------------- |
| Belgien                                               | 15 957                                                | 11 587                                                | 11 115                                                |                                                       |
| Danmark                                               | 2 260                                                 | 1 918                                                 | 2 226                                                 |                                                       |
| Finland                                               | 3 574                                                 | 2 288                                                 | 1 505                                                 |                                                       |
| Frankrike                                             | 59 221                                                | 39 315                                                | 35 207                                                |                                                       |
| Grekland                                              |                                                       | 5 413                                                 | 25 025                                                |                                                       |
| Irland                                                | 4 323                                                 | 4 315                                                 | 3 984                                                 |                                                       |
| Nederländerna                                         | 12 347                                                | 14 465                                                | 7 102                                                 |                                                       |
| Norge                                                 | 5 401                                                 | 5 320                                                 | 6 508                                                 |                                                       |
| Schweiz                                               | 10 061                                                | 10 537                                                | 10 387                                                |                                                       |
| Spanien                                               | 5 049                                                 | 5 266                                                 | 7 477                                                 |                                                       |
| Storbritannien                                        | 30 841                                                | 27 849                                                | 28 903                                                |                                                       |
| Sverige                                               | 17 530                                                | 24 322                                                | 36 207                                                |                                                       |
| Tyskland                                              | 28 914                                                | 21 029                                                | 19 164                                                |                                                       |
| Österrike                                             | 22 471                                                | 13 350                                                | 11 879                                                |                                                       |

## Flyktingströmmar i Afrika

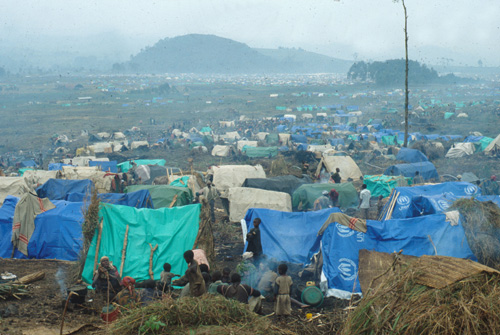
Rwandiskt flyktingläger i östra Demokratiska republiken Kongo (1994).

De största flyktinggrupperna i Afrika var under 2005 medborgare från Sudan, Burundi, Demokratiska republiken Kongo, Somalia, och Liberia. De många, olika konflikterna i Afrika har lett till stora flyktingströmmar, som konflikten i Angola vilket lett till att det idag finns ca 70 000 angolaner i Zambia, många av dessa har bott i Zambia i mer än 30 år. Flyktingarna från Angola är inte de enda i Zambia, mot slutet av 1990-talet och början av 2000-talet har flyktingarna kommit från den Demokratiska republiken Kongo. Under 2005 repatrierades dock 50 000 personer från vardera Liberia, Burundi och Angola, eftersom läget stabiliserats där.
Med anledning av Folkmordet i Rwanda 1994 flydde bortåt två miljoner rwandier landet, i huvudsak hutuer som var rädda för tutsiernas vedergällning; omkring 1,5 miljoner till Zaire, och 500 000 till Burundi och Tanzania och omkring 500 000 blev internflyktingar mellan april och juni, vilket torde vara en av de största flyktingströmmarna i historien. När tutsierna slog ner hutuerna blev det en ökande flyktingström, och 600 000 hutuer flydde under tre dagar i juli, huvudsakligen till Goma, Zaire. Situationen i dessa rwandiska läger blev fruktansvärd, med svåra epidemier som kolera, varmed hundratals flyktingar dog varje dag. Samtidigt skedde en mindre uppmärksammad etnisk rensning av tutsier i Burundi, vilket också lett till stora flyktingströmmar av hutuer.
Konflikten i Darfur, Sudan, har bland annat tagit sig uttryck i omfattande flyktingströmmar. Antalet medborgare i Sudan som flydde landet 2002, före konfliktens utbrott, uppgick till 16 000, men antalet som lämnade landet 2005 uppgick till 34 500. Det totala antalet medborgare i Sudan som lever i flykt utanför landet var 693 300 vid början av år 2006. Endast från Togo skedde en mera omfattande massflykt 2005, med 39 100 människor som lämnade landet.

## Flyktingläger
Av världens flyktingar lever omkring en tredjedel i flyktingläger. Sådana är ofta hastigt tillkomna, och avsedda att vara temporära lösningar på akuta behov hos stora grupper flyktingar. I realiteten blir dessa läger boplats i många år för många flyktingar. Flyktinglägren drivs normalt sett av mottagarlandets myndigheter. I de flesta länder i tredje världen har myndigheterna dock oftast inte kapacitet att tillhandahålla den service och hjälp som de boende i lägren behöver. Olika internationella organisationer, normalt sett genom samordning och med stöd av UNHCR, hjälper då till att tillhandahålla den service och hjälp som myndigheterna inte klarar av att ge. Stora organisationer som arbetar på detta område är bland annat Jesuit Refugee Service, Norska Flyktinghjelpen, Danske Flygtningehjaelp, International Rescue Committee, nationella Röda Kors kommittéer, Lutherhjälpen, m.fl. Sådana organisationer måste ibland tillgodose dels flyktingarnas behov av mat och husrum, dels barnens skolgång och andra mer långsiktiga lösningar. När flyktingarna kommer till det andra landet har de som regel inte kunnat ta med sig några ägodelar, och saknar kläder, husgeråd, sängar, och annat som krävs för det dagliga livet. Ett återkommande problem är epidemier och smittsamma sjukdomar som sprids snabbt i dessa trångbodda läger. Juridisk rådgivning och upprätthållande av ordning är ytterligare några behov som organisationerna försöker tillgodose.
Flyktinglägren är ofta mycket stora. Som exempel finns det uppskattningsvis 25 000 flyktingar enbart i flyktinglägret Kala i Zambia; huvudsakligen kommer dessa flyktingar från Demokratiska Republiken Kongo.
De flyktingläger som blivit mest långvariga är de som upprättades för palestinier som flydde under det 1948 års arab-israeliska krig. De har bestått i över 60 år. Palestinska flyktingar är dock undantagna från Genèvekonventionen och faller istället under United Nations Relief and Works Agency (UNRWA) mandat. Denna grupp av flyktingar kan därför inte härleda några rättigheter eller skydd från den universella flyktingkonventionen, och de bistås därför inte heller av UNHCR.

### Vidarebosättning
| Land           | 2010 vidarebosättning |
| -------------- | --------------------- |
| USA            | 54 077                |
| Kanada         | 6 706                 |
| Australien     | 5 636                 |
| Sverige        | 1 789                 |
| Norge          | 1 088                 |
| Storbritannien | 695                   |
| Finland        | 543                   |
| Nya Zeeland    | 535                   |
| Tyskland       | 457                   |
| Nederländerna  | 430                   |
| Alla andra     | 958                   |
| Totalt         | 72 914                |

## Sverige

### Historia
Under 1930-talet var Sveriges flyktingpolitik restriktiv, särskilt mot judiska flyktingar som försökte undkomma nazisternas förföljelser Flyktingpolitiken luckrades upp när Danmark och Norge drogs in i andra världskriget.
På 1940-talet tog svenska familjer emot finländska, norska, tyska och österrikiska krigsbarn samt krigsflyktingar från de nordiska och baltiska länderna, och Polen. Några av flyktingarna placerades emellertid i Interneringsläger i Sverige under andra världskriget och deporterades.
Under de sista veckorna av kriget och strax efter, genomförde svenska Röda Korset och Folke Bernadotte ett program, kallat Vita bussarna, som evakuerade 15.000 koncentrationslägerfångar, hälften av dem var skandinaver och däribland 423 danska judar. Dessutom organiserades ett tåg med cirka 2000 kvinnliga fångar, varav 960 av dem judiska, som gick till Köpenhamn och Malmö. Under åren efter andra världskriget, flyttade många judiska flyktingar från Baltikum, Rumänien och Polen till Sverige.
Flyktingkvotsystemet infördes i Sverige på 1950-talet och sker i samarbete med FN:s flyktingorgan UNHCR. Någon större flyktinginvandring förekom inte förrän i början av 1970-talet, med undantag för mycket begränsad flyktinginvandring från angränsande länder, samt en viss invandring i samband med Ungernkrisen 1956. Bland annat anlände judiska flyktingar från Ungern 1956 och 1968 och från Polen mellan 1968 och 1970. Mellan 1945 och 1970 fördubblades den judiska befolkningen i Sverige.
Flyktingmottagning har orsakat politisk debatt i några kommuner, exempelvis skedde Folkomröstningen om flyktingmottagande i Sjöbo kommun 1988. Flera kyrkor, organisationer och privatpersoner har gömt flyktingar vars ansökan om asyl har avslagits, exempelvis sedan 1970-talet hos bland andra syster Marianne i Alsike kloster vilket föranledde en kritiserad polisrazzia mot dem den 24 november 1993. Svenska Amnesty har sedan slutet av 1980-talet en verksamhet kallad flyktingverksamheten som upplyser dem som handlägger asylärenden om riskerna med att utvisa personer. Amnestys förvarsgrupper besöker regelbundet Migrationsverkets förvar.
FN:s flyktingorgan UNHCR, i samarbete med Migrationsverket, presenterades 2011 rapporten Kvalitet i svensk asylprövning, som fastställde att Sveriges asylsystem är rättssäkert och ett av världens bästa, även om det enligt UNHCR fanns förbättringsmöjligheter. UNHCR rekommenderade att kvaliteten på offentliga biträdens arbete måste höjas. Migrationsöverdomstolens, vars domar är bindande, betonar den asylsökandes bevisbörda, medan UNHCR anser att även utredaren ska ha ett delat ansvar att ta fram uppgifterna så långt det är möjligt.

### Statistik

Ursprungsområden för asylsökande år 1984-2007. De största grupperna har kommit från länder på Balkanhalvön (34 procent) samt Mellanöstern och Nordafrika (30 procent)

Uppgifter om antalet flyktingar som Sverige tar emot varierar beroende på källa och definition. Tabellen nedan visar antalet personer som sökt asyl i Sverige (enligt Migrationsverket och SCB) och antalet flyktingar som bor i Sverige (enligt UNHCR).
| År   | Asylsökande (Migrationsverket) | Flyktingar som bor i Sverige (UNHCR) |
| ---- | ------------------------------ | ------------------------------------ |
| 1984 | 12 000                         | 90 600                               |
| 1985 | 14 500                         | 90 600                               |
| 1986 | 14 600                         | 120 000                              |
| 1987 | 18 114                         | 130 000                              |
| 1988 | 19 595                         | 139 783                              |
| 1989 | 30 335                         | 139 783                              |
| 1990 | 29 420                         | 109 654                              |
| 1991 | 27 351                         | 124 457                              |
| 1992 | 84 018                         | 131 069                              |
| 1993 | 37 581                         | 162 386                              |
| 1994 | 13 640                         | 200 774                              |
| 1995 | 9 047                          | 199 194                              |
| 1996 | 5 763                          | 191 159                              |
| 1997 | 9 662                          | 186 719                              |
| 1998 | 12 884                         | 178 782                              |
| 1999 | 11 231                         | 159 504                              |
| 2000 | 16 303                         | 157 206                              |
| 2001 | 23 518                         | 146 480                              |
| 2002 | 33 016                         | 142 170                              |
| 2003 | 31 355                         | 112 148                              |
| 2004 | 23 161                         | 73 383                               |
| 2005 | 17 530                         | 74 889                               |
| 2006 | 24 322                         | 79 895                               |
| 2007 | 36 207                         | 75 055                               |
| 2008 | 24 353                         | 77 016                               |
| 2009 | 24 194                         | 81 346                               |
| 2010 | 31 819                         | 82 620                               |
| 2011 | 29 648                         | 86 603                               |
| 2012 | 43 887                         | 92 869                               |
| 2013 | 54 259                         | 114 172                              |
| 2014 | 81 301                         | 142 197                              |
| 2015 | 162 877                        | 169 516                              |
| 2016 | 28 939                         | 230 158                              |
| 2017 | 25 666                         | 240 954                              |
| 2018 | 21 502                         | 248 210                              |
| 2019 | 21 958                         | 253 787                              |
| 2020 | 12 991                         | 248 425                              |

De uppehållstillstånd som beviljats på grund av flyktingskäl, skyddsbehov och humanitära skäl utgjordes mellan 1980 och 2002 av:
- 149 967 uppehållstillstånd av humanitära skäl (20,3 procent)
- 29 519 kvotflyktingar (4,0 procent)
- 19 731 konventionsflyktingar (2,7 procent)
- 5 452 speciellt skyddsbehövande (0,7 procent)

De totalt 90 021 uppehållstillstånd som beviljades i Sverige år 2008 innefattade:
- 4 143 flyktingar (4,6 procent)
- 5 278 övriga skyddsbehövande (5,9 procent)

Av Migrationsverket beviljade uppehållstillstånd:[källa behövs]
| Grupp                                  | Antal år 2006 | Ackumulerat åren 1980-2006 |
| -------------------------------------- | ------------- | -------------------------- |
| Kvotflyktingar                         | 1 626         | 35 172                     |
| Flyktingar enl. FN-konvention          | 963           | 22 677                     |
| Totalt flyktingar                      | 2 589         | 57 849                     |
| Krigsvägrare1                          | -             | 3 036                      |
| de facto-flyktingar 1                  | -             | 37 726                     |
| Övriga skyddsbehövande 2               | 3 728         | 11 628                     |
| Humanitära skäl                        | 3 657         | 163 428                    |
| Tillfällig lag (barn och barnfamiljer) | 10 689        | 13 051                     |
| Totalt flyktingar eller motsvarande    | 20 663        | 286 718                    |

1) Upphörde 1 januari 1997 och ersattes med övriga skyddsbehövande.
2) Fr.o.m. 1 januari 1997, ersatte de facto-flykting och krigsvägrare.

## Flyktingar från Sverige
Enligt UNHCR fanns det i december 2014 totalt 18 svenska flyktingar i världen. Samtidigt fanns det 10 svenska asylsökande vars behov av internationellt skydd ännu inte var färdigutrett.